# Karl Bechert
Karl Richard Bechert (Núremberg, Franconia Media, 23 de agosto de 1901 - Weilmünster-Möttau, Hesse, 1 de abril de 1981) fue un físico teórico y líder político alemán.

## Carrera científica
De 1920 a 1925 estudió física y matemáticas en el Instituto de Física Teórica de la Universidad de Múnich. Se doctoró con Arnold Sommerfeld, en 1925 con una tesis obre la estructura de los espectros atómicos del níquel. Entre 1925 y 1926 realizó estudios postdoctorales en el Instituto de Física de la Universidad de Madrid con una beca de la Fundación Rockefeller. De 1926 a 1933 fue asistente de Sommerfeld, completando su habilitación en 1930 y convirtiéndose en Privatdozent.
Bechert ayudó a Sommerfeld a extender el modelo atómico de Bohr y a determinar los términos de energía atómica del cobalto y el vanadio a partir de sus respectivos espectros. Trabajó en colaboración con Miguel A. Catalán y Ludwig August Sommer. 
Desde 1933 fue profesor y director del Instituto de Física Teórica de la Universidad de Giessen. De 1945 a 1946 fue rector de la misma universidad. Desde 1946 fue director del Instituto de Física Teórica de la Universidad de Maguncia, donde permaneció hasta su jubilación en 1969.
De 1942 a 1948 fue presidente de la asociación del distrito de Hesse de la Sociedad Alemana de Física. En 1963, fue elegido miembro correspondiente de la Academia Noruega de Ciencias. 
Publicó varios libros con Christian Gerthsen.

## Comunidad y política
Educado en la Iglesia Luterana, se negó a unirse al Partido Nazi y promovió a sus colegas judíos del Instituto de Física Teórica de la Universidad de Maguncia. Protegió a los ciudadanos locales de los nazis ocultándolos en el bosque circundante.
En 1945 el Gobierno Militar Aliado para los Territorios Ocupados le nombró alcalde de Donsbach, Westerwald y del Oberschulrat en Dillingen, donde construyó una escuela secundaria. 
Fue miembro de la Comisión del Senado sobre Cuestiones Atómicas. Desde los años 50 fue miembro de la Deutsche Friedensgesellschaft (DFG), la Sociedad Alemana para la Paz. En 1951, junto con Victor Paschkis, fundó la Sociedad para la Responsabilidad Social en la Ciencia . En 1956 se unió al Partido Socialdemócrata de Alemania, el SPD. De 1957 a 1972 fue delegado del SPD en el Bundestag alemán. De 1962 a 1965 también fue presidente del Comité de Energía Atómica y Gestión del Agua. Luchó contra el armamento nuclear y se opuso al  uso pacífico de la energía nuclear ("friedliche Nutzung der Kernenergie"), que era el objetivo político oficial del SPD (y de los demás partidos políticos de la época). Argumentó que el desarrollo y el uso de plantas nucleares nunca podrían ser seguros y que los problemas con los desechos nucleares eran imposibles de resolver. Se convirtió en el "padre del movimiento antinuclear alemán", como lo llamó el Manchester Guardian en 1981, y uno de los precursores del Partido Verde alemán. Bechert también formó parte del movimiento Pugwash y fue miembro de la Unión Mundial para la Protección de la Vida .

## Libros
- Karl Bechert y Christian Gerthsen Atomphysik Bd. I Allgemeine Grundlagen (De Gruyter, 1944)
- Karl Bechert y Christian Gerthsen Atomphysik Bd. II Allgemeine Grundlagen (De Gruyter, 1944)
- Karl Bechert Der Wahnsinn des Atomkrieges (Diederichs, 1956)
- Karl Bechert Deutsche Politik im Schatten der Atomdrohung (1958)
- Karl Bechert y Christian Gerthsen Atomphysik Bd. III, Teoría de los átomos (De Gruyter, 1963)
- Karl Bechert, Christian Gerthsen y Arnold Flammersfeld Atomphysik. Bd. IV. Teoría del átomo 2. Parte (De Gruyter, Berlín, 1963)

## Literatura seleccionada
- Karl Bechert y Ludwig August Sommer, "Zur Struktur des Vanadiumspektrums", Z. Phys. 31 145-162 (1925)